# 明治大学博物館

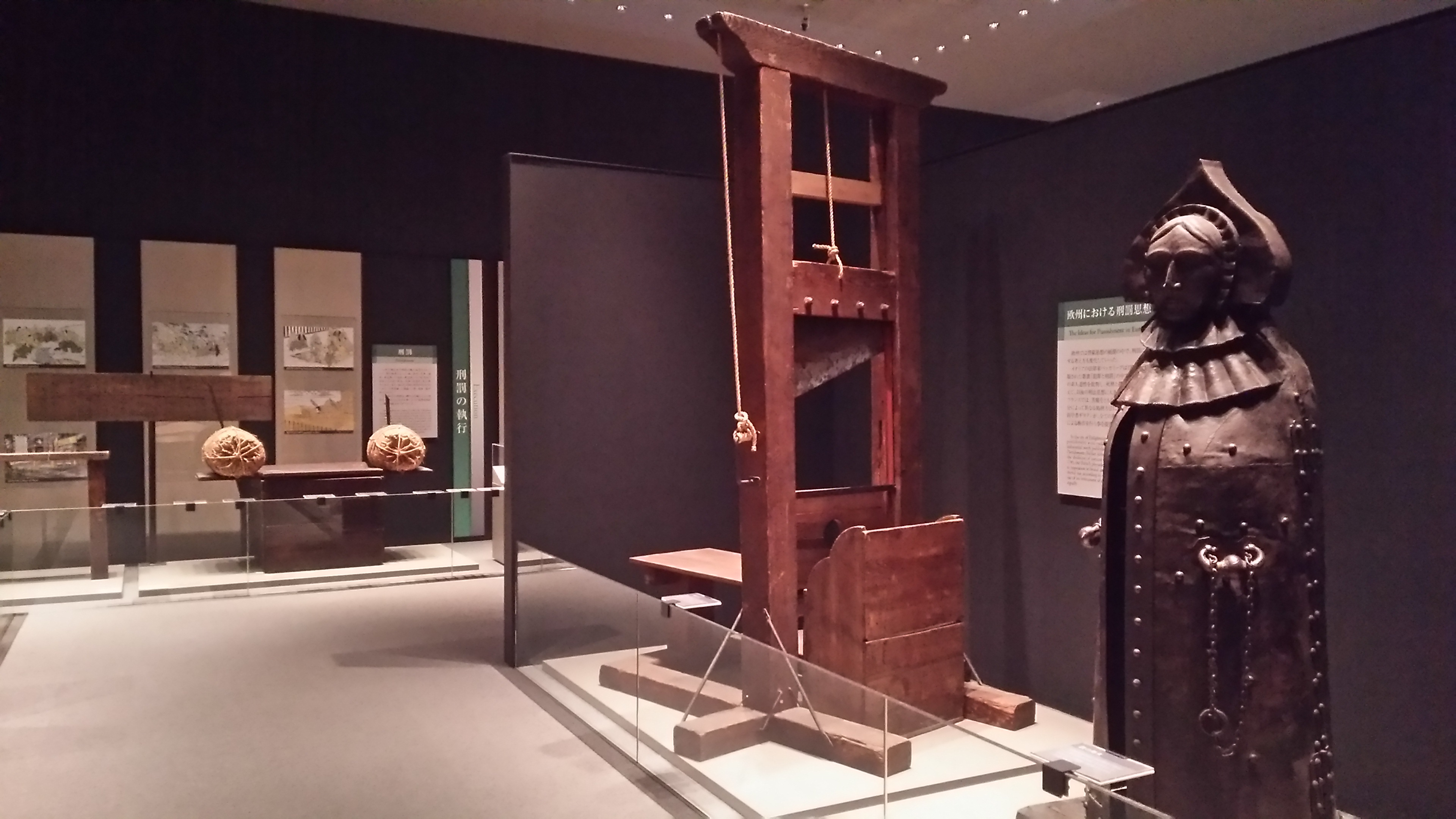
刑事部門に展示されている鉄の処女とギロチン

明治大学博物館（めいじだいがくはくぶつかん）は、東京都千代田区神田駿河台の明治大学駿河台キャンパス内にある博物館で、刑事部門・商品部門・考古学部門および大学史展示室からなる。

## 概要
明治大学博物館は、それまで大学会館内にあった商品博物館・刑事博物館・考古学博物館を統合して2004年（平成16年）に開館した。駿河台校舎アカデミーコモンの地階にあり、前身3館から引き継いだ商品部門・刑事部門・考古部門と、大学史展示室、特別展示室から成る。一般に無料公開されている常設展示に加え、特別展示室では1年を通して様々な展覧会が開催されている。大学博物館の先進的モデルケースと評価され、官公庁、自治体、国内外の大学・研究機関、各種教育団体による視察・研修などが多い。全日本博物館学会事務局が学芸員養成課程実習室内に置かれており、全国37の大学博物館関係者が一堂に会する「ユニバーシティ・ミュージアム・ミーティング」も2009年に初めて開催されている。
来館者は、2004年4月のリニューアルオープン以降で60万人を突破（2013年8月現在）、年間でも 74,991人 が訪れている（2013年度）。館内には博物館図書室があり、資料の閲覧が可能である。さらに2016年3月には、常設展がリニューアルオープンした。

### 刑事部門
1929年に旧記念館5階で刑事博物館として開設。終戦前後の時期は活動中断を余儀なくされたが、1952年の明治大学創立70周年を機に再興し、1954年に一般公開され、翌年博物館法により博物館相当施設となった。旧2号館4階、旧小川町校舎3階、旧1号館1階、大学会館3・4階への移転を経て、2004年に現在のアカデミーコモンに移転した。
建学の精神「権利自由」の観点から、「日本の罪と罰」に関する文書や絵画などの史料を収集。日本史上著名な法令文書、高札、江戸時代の捕者具や拷問・刑罰具、捕者道具の名和弓雄コレクション、日向国延岡藩内藤家文書、高札コレクションなどがある。複製品ではあるがギロチン、ニュルンベルクの鉄の処女は、日本で唯一の展示資料である。

### 商品部門
1951年に旧3号館4階で商品陳列館として開設。1957年に旧2号館4階で一般公開を開始した。開設当初は商学部の実習施設としての色彩が強かった。旧小川町校舎4階、旧11号館4階、大学会館3階への移転を経て2002年に商品博物館と改称。2004年に現在のアカデミーコモンに移転した。

### 考古部門
1952年に旧2号館4階で考古学陳列館として開設。1966年に旧小川町校舎2階に移転。1985年4月1日に考古学博物館と改称し、同年11月に刑事博物館および商品陳列館とともに大学会館内に移転。2004年に現在のアカデミーコモンに移転した。
日本の石器時代から古墳時代までの各時代の遺跡から出土した発掘品を展示している。日本において最初に発見された旧石器時代遺跡である群馬県の岩宿遺跡の出土品などを始め、国の重要文化財に指定されている、埼玉県砂川遺跡、神奈川県夏島貝塚、栃木県出流原遺跡の出土遺物等が収蔵されている。大英博物館へ出品した「山形土偶」を始め、国の重要文化財に指定、あるいは重要美術品に認定されている史料が多数ある。

### 大学史展示室
明治大学史資料センターの展示施設で、明治大学の創立者や教職員・学生・校友に関する資料を常設展示している。

## 所蔵文化財

### 重要文化財（国指定）
- 岩宿遺跡出土品 旧石器時代[14]
- 埼玉県砂川遺跡出土品 旧石器時代[15]
- 神奈川県夏島貝塚出土品 縄文時代[16]
- 下野出流原遺跡出土品 弥生時代[17]

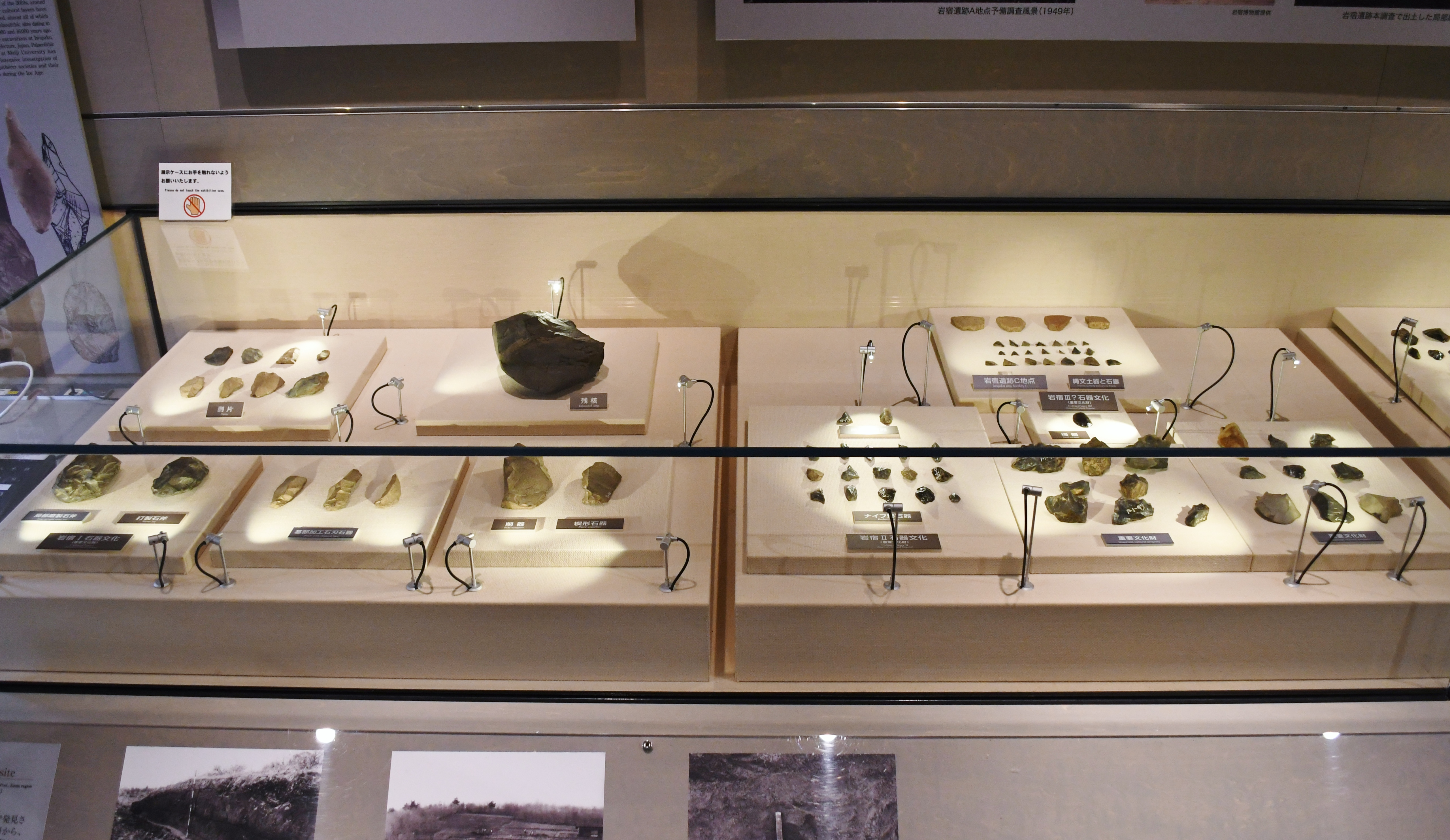
岩宿遺跡 出土品
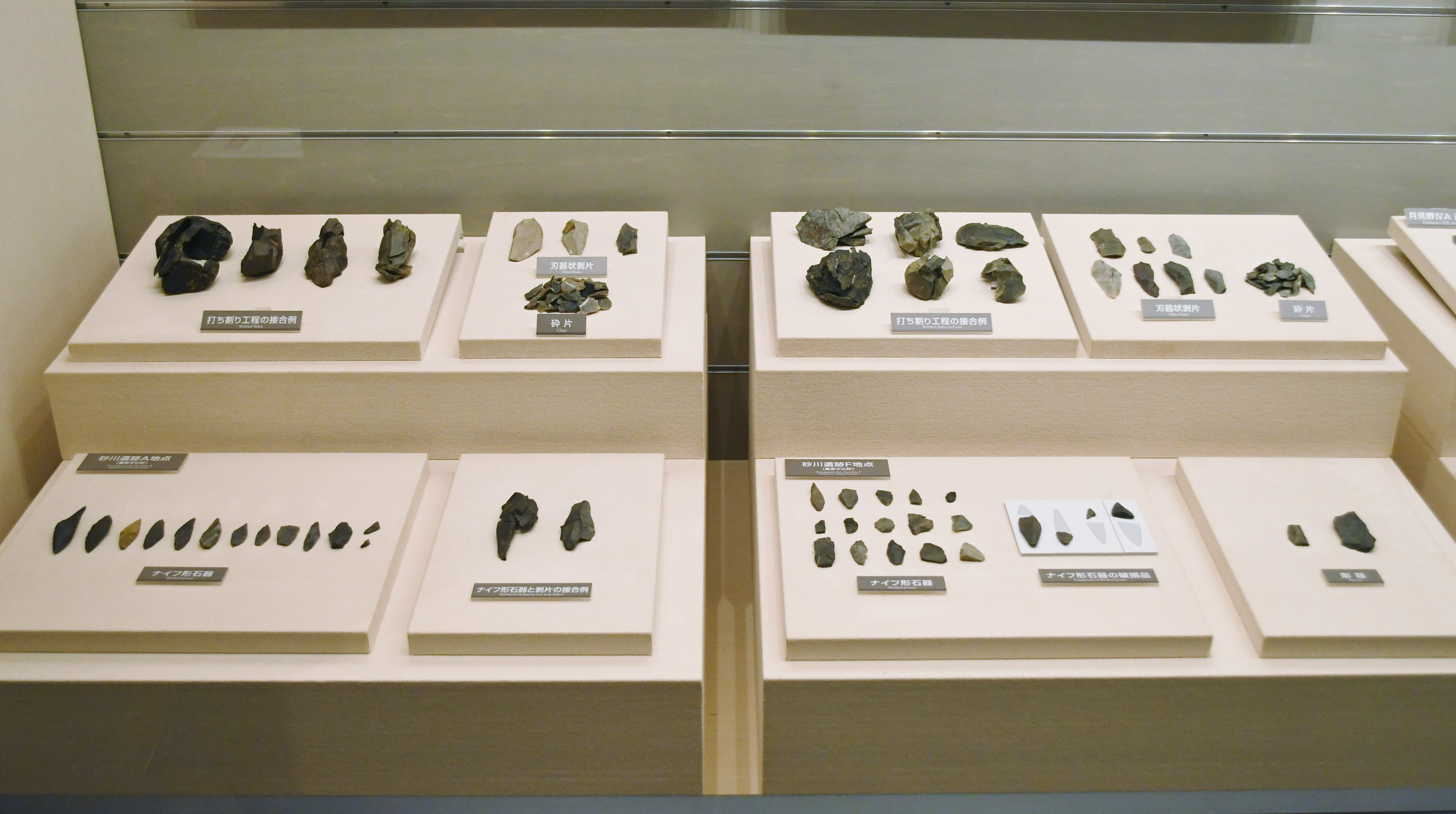
砂川遺跡 出土品
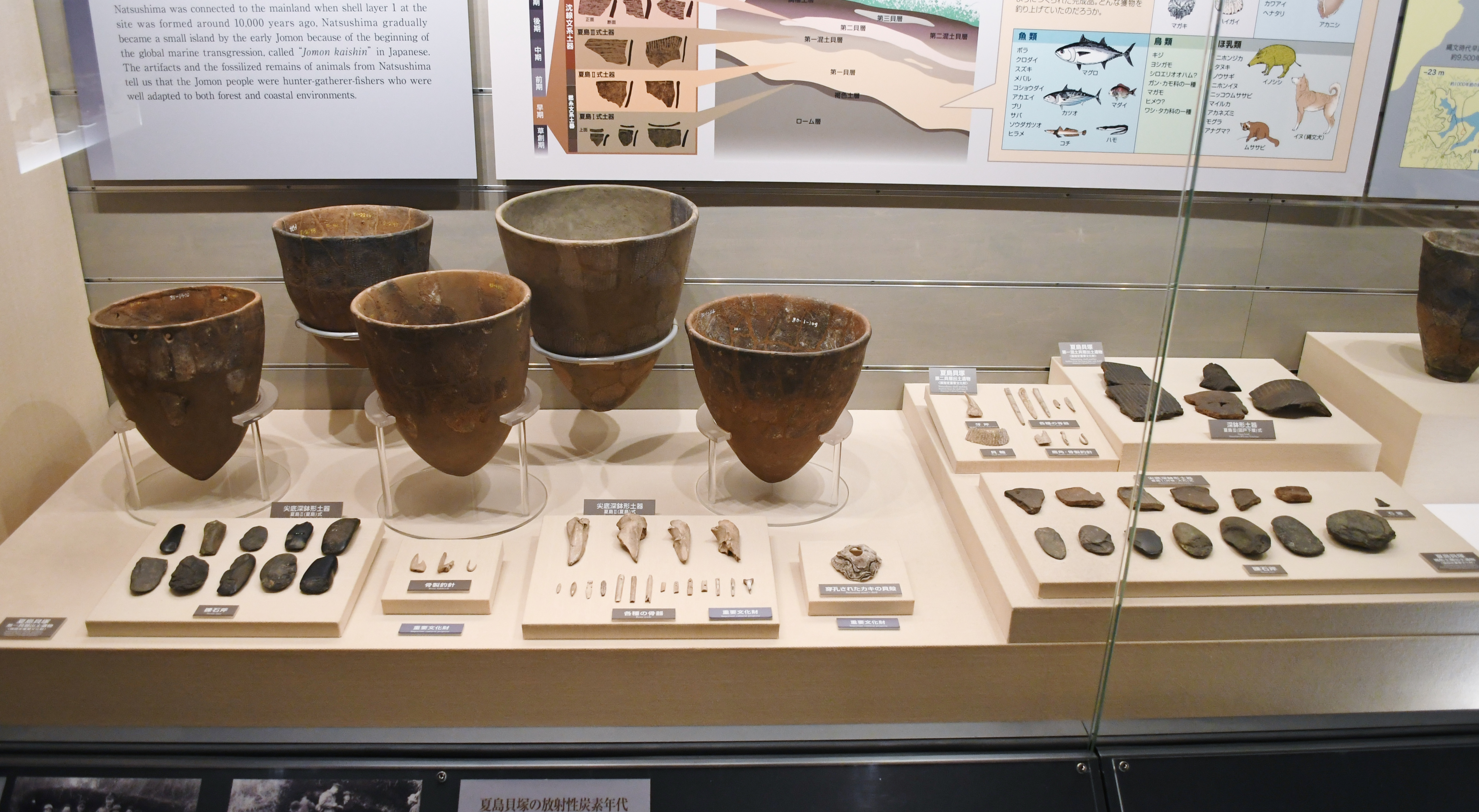
夏島貝塚 出土品
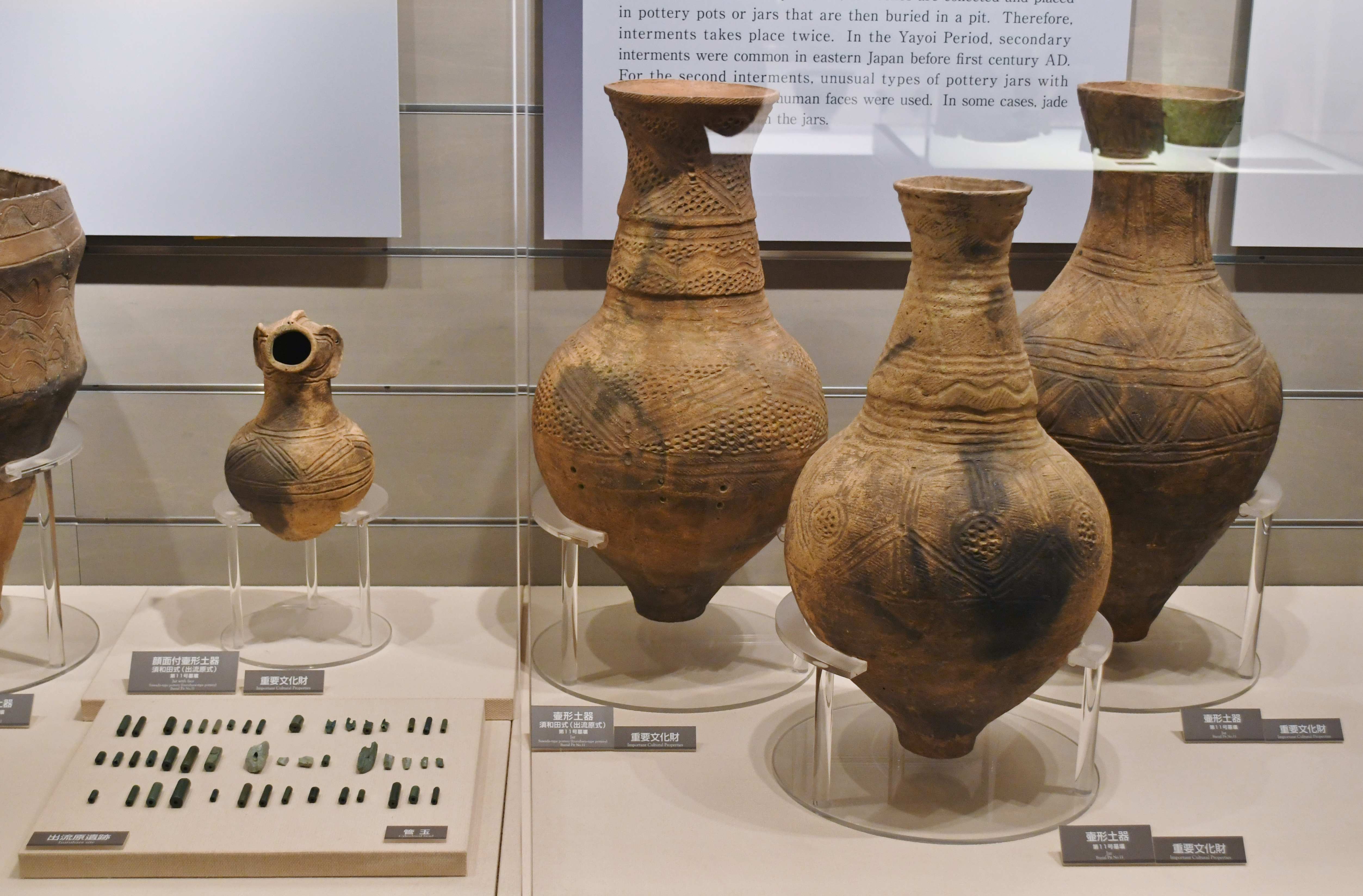
出流原遺跡 出土品

### その他

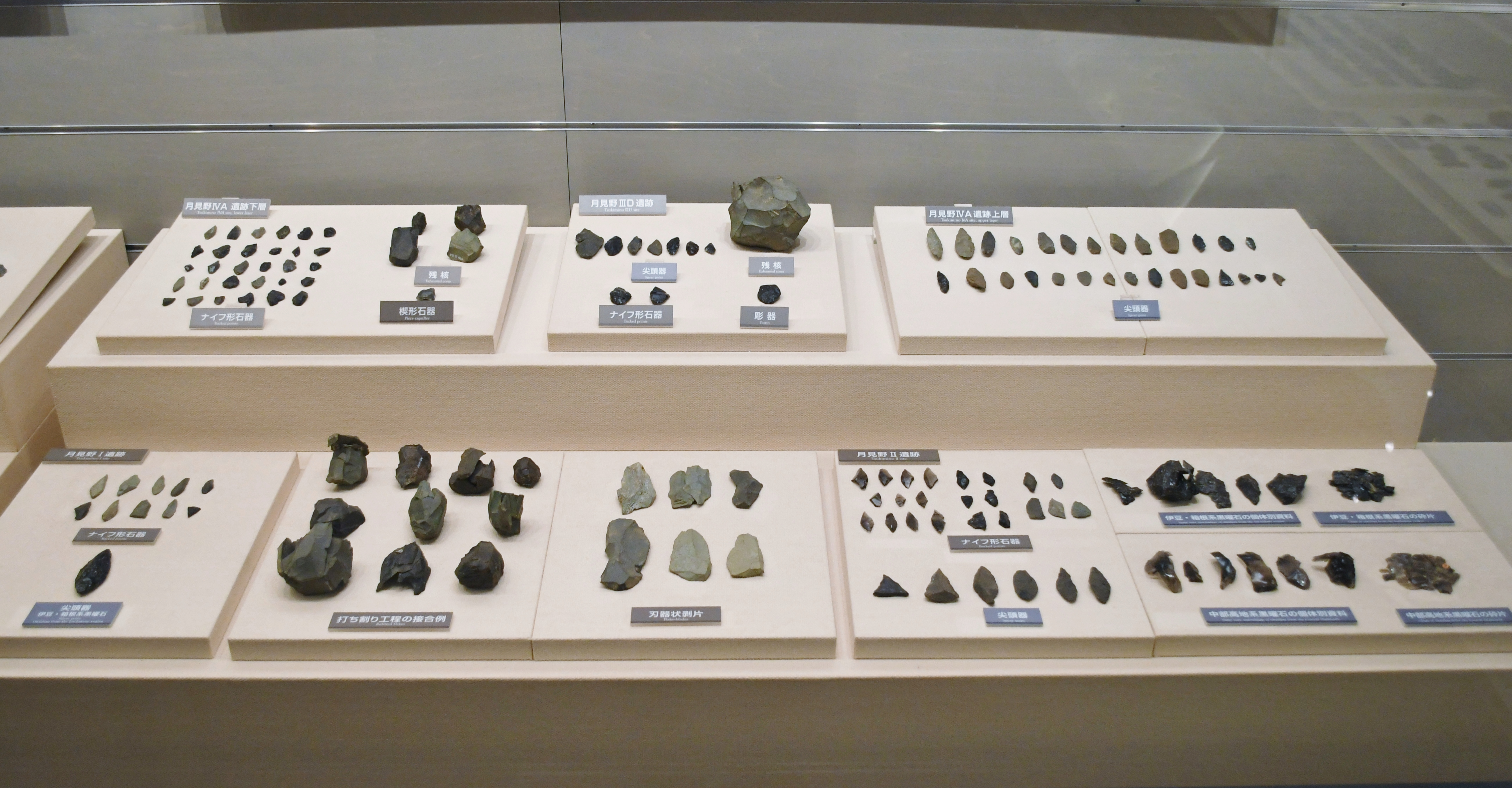
月見野遺跡群 出土石器
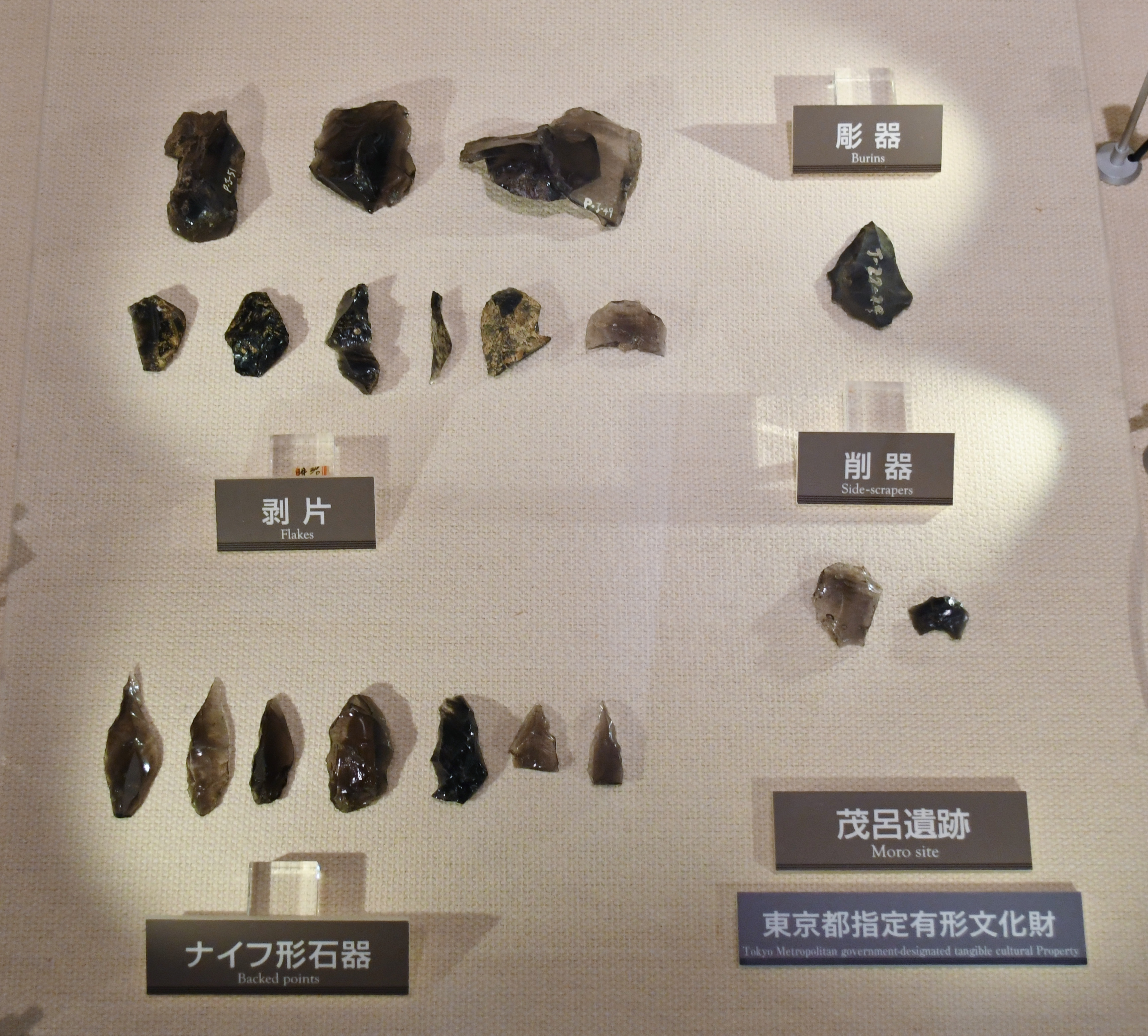
茂呂遺跡 出土石器
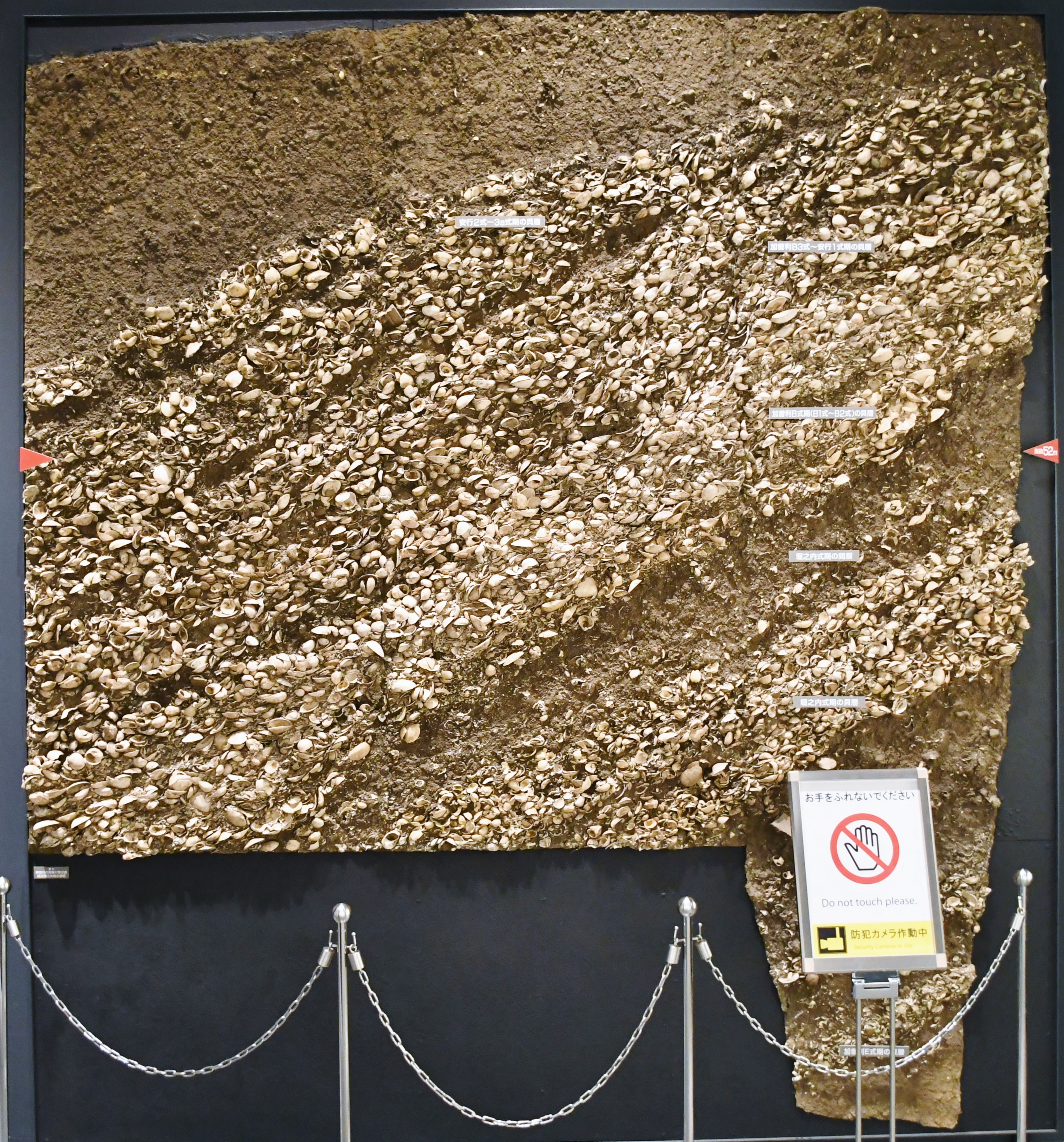
杉田貝塚 貝層剥離標本
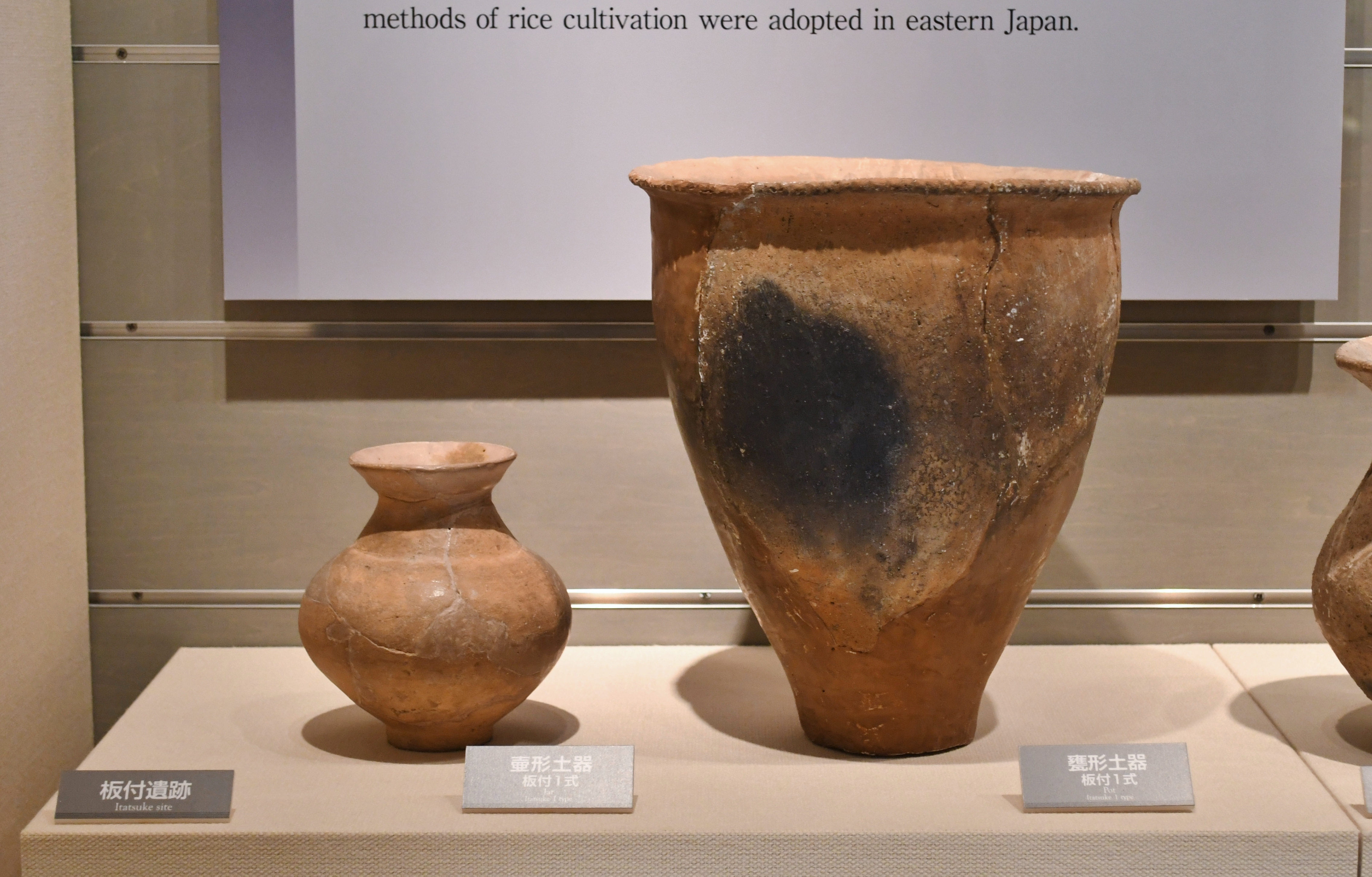
板付遺跡 出土土器
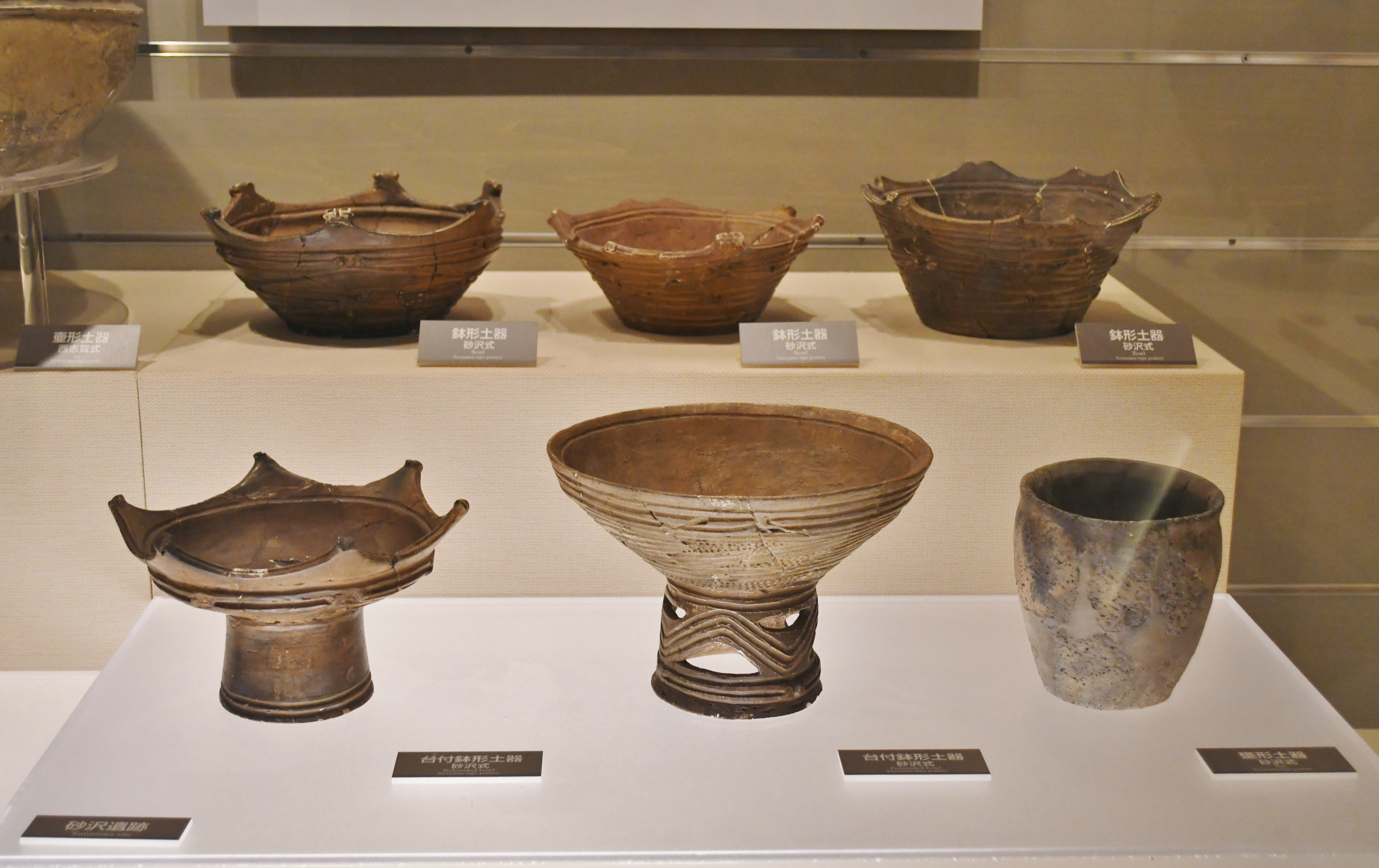
砂沢遺跡 出土土器
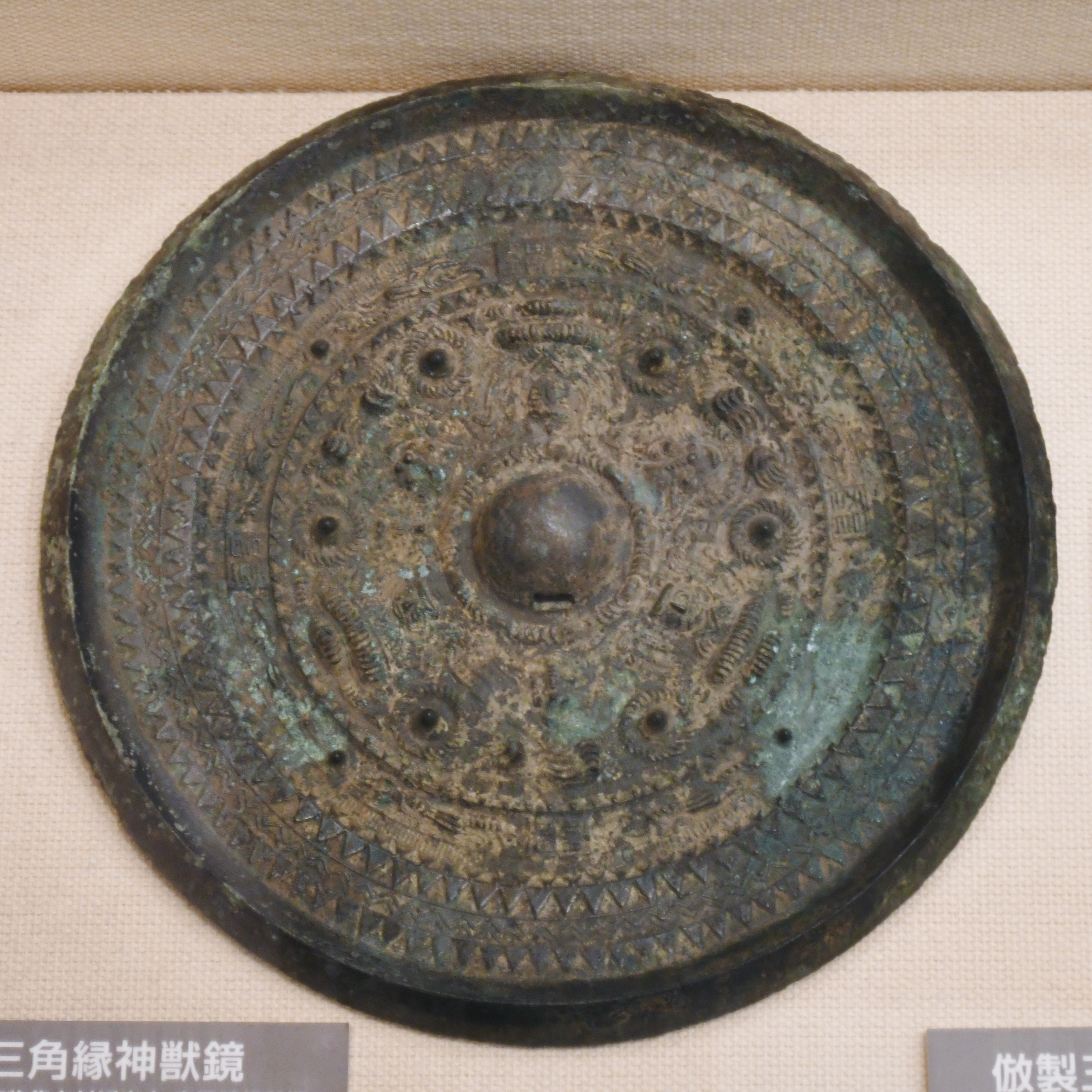
伝京都府物集女付近出土 三角縁神獣鏡
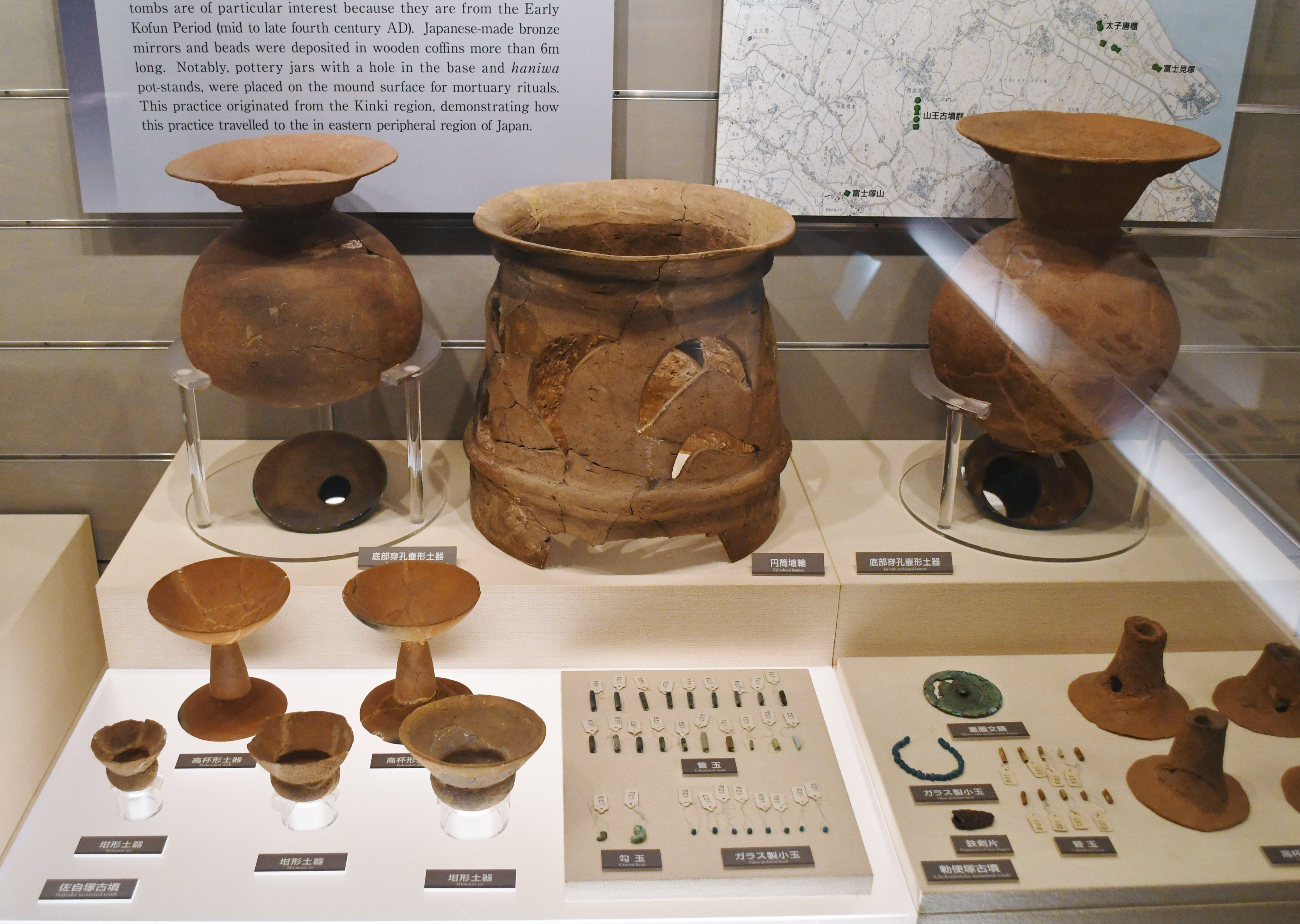
佐自塚古墳 出土品
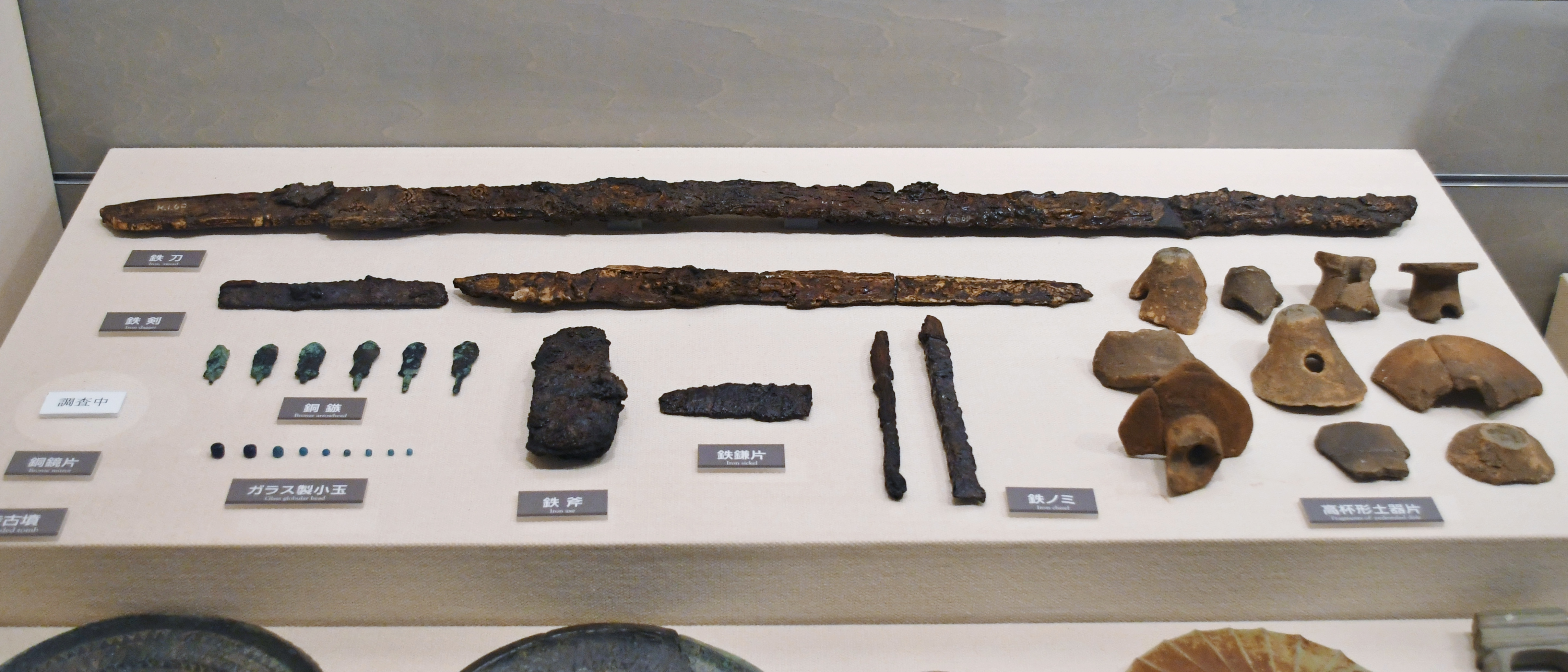
能満寺古墳 出土品
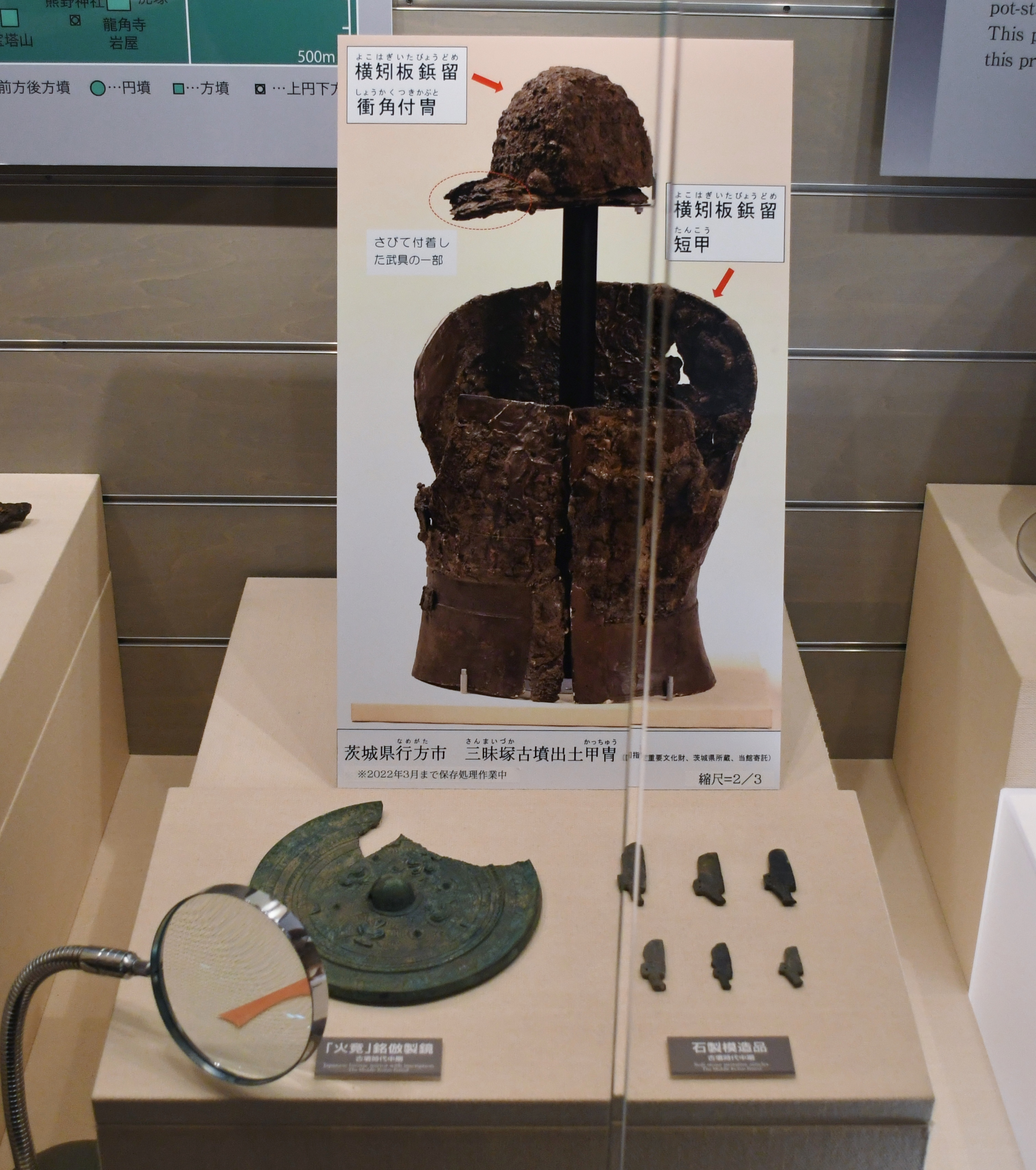
三昧塚古墳 出土品
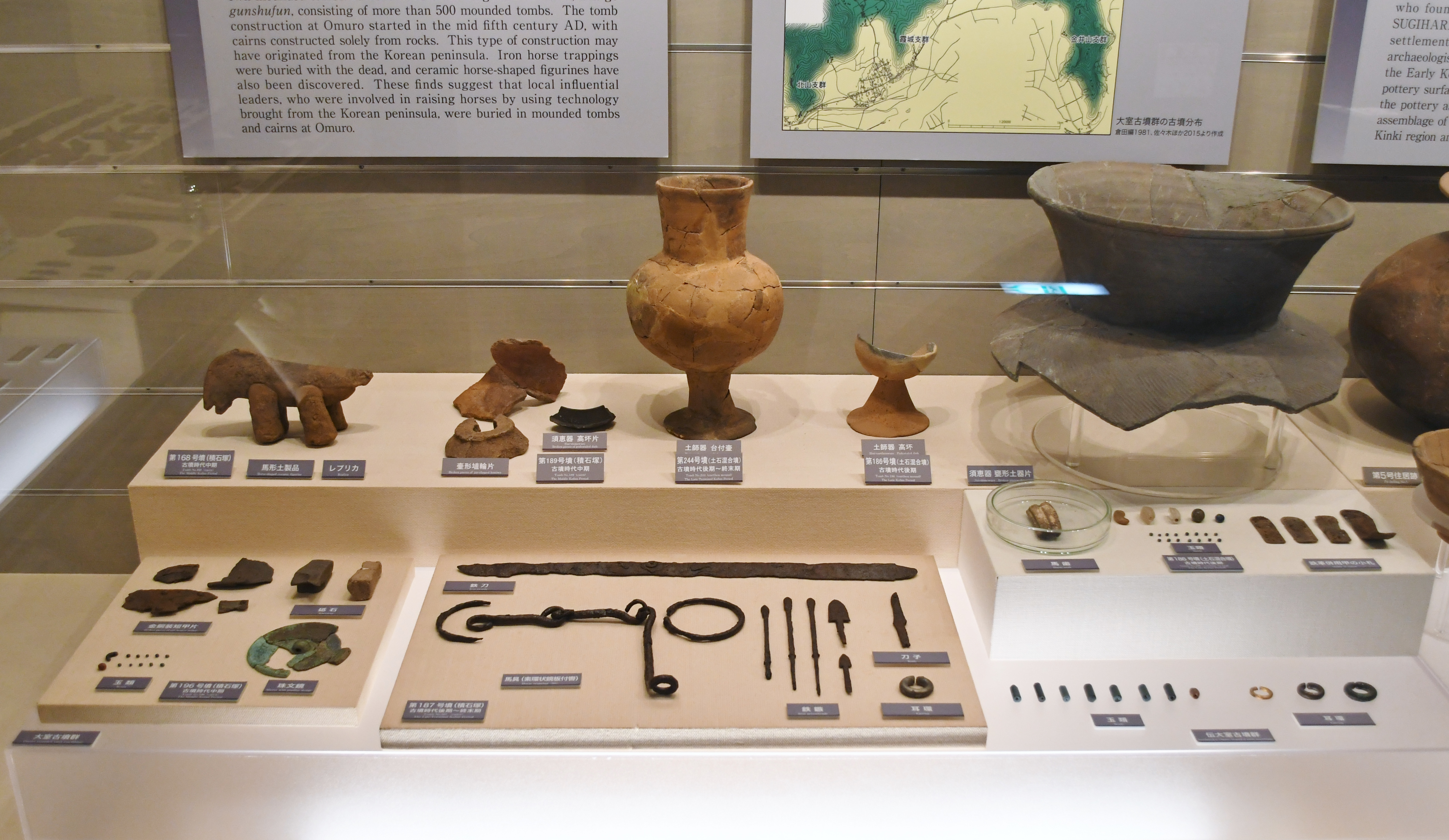
大室古墳群 出土品
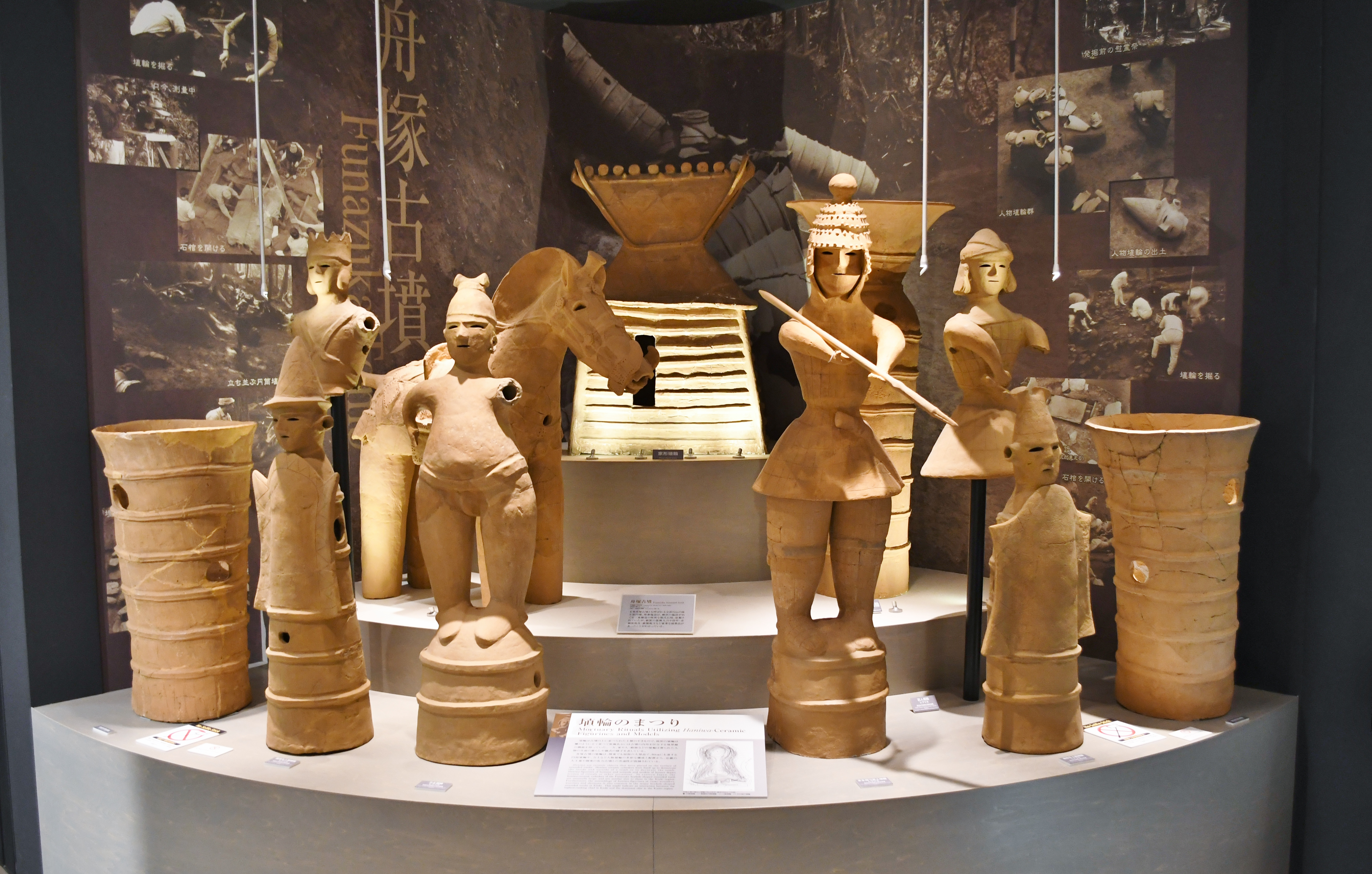
舟塚古墳 出土埴輪（複製）

## 開館時間
- 10：00～17：00（入館は16:30まで）

## 入館料
- 常設展は無料（特別展は有料の場合あり）